# カスペルスキー
カスペルスキー（ロシア語: Лаборато́рия Каспе́рского、アルファベット：Kaspersky Lab）は、ロシア連邦の首都モスクワに拠点を置くコンピュータセキュリティ会社。ユージン・カスペルスキーとナターリア・カスペルスキーが1997年に設立した。正式な社名は“ZAO” (ЗАО) を冠する名称 (ЗАО «Лаборато́рия Каспе́рского») で、これはロシアで非公開株式会社 (Закрытое Акционерное Общество) を意味する。

## 概要
2005年から2010年にかけて海外進出を果たし、約200の国と地域で事業を展開、約4億人の利用者がいるとされ、2020年の年間売上高は7億400万ドルであった。イギリス、フランス、ドイツ、オランダ、ポーランド、ルーマニア、日本、中国、韓国、アメリカに支社を置いている。2004年3月にKaspersky Lab ZAOが100%出資する子会社である株式会社カスペルスキー（登記社名は「株式会社Kaspersky Labs Japan」 ）を東京都千代田区に設立した。
Kaspersky Labは、アンチウイルス・ベンダーの世界売上高ランキング(2010年)で4位にランクインしていた。また、2012年のSoftware Top 100と呼ばれる世界の主要ソフトウェア企業の格付けに、79位でロシア企業として初めてランクインした。iDCやガートナーの調査で、カスペルスキーはエンドポイントセキュリティ分野において高評価を得ている。

## 製品
- Kaspersky Internet Security（略称：KIS） - インターネットセキュリティスイート
- Kaspersky Anti-Virus（略称：KAV） - アンチウイルスソフトウェア
- カスペルスキー セキュリティ for Mac - Mac OS X v10.6 ～ v10.8
- カスペルスキー モバイル セキュリティ for Android - Android OS 2.2、2.3、4.0、4.1、4.2
- Kaspersky Open Space Security - 法人向けインターネットセキュリティスイート
- KasperskyOS - セキュリティに特化した独自OS[4]

## 事柄
2007年（平成19年）8月15日、17時50分頃 Kaspersky Internet Security 6.0 及び Kaspersky Anti-Virus 6.0 でソフトウェアのバージョンアップをすると特定のOSが起動出来なくなるという不具合が発生した（現在は解決済み）。
2008年（平成20年）4月18日に配布された更新では、更新後、再起動を行ってからしばらくインターネット接続を行っていると、Windowsの画面上から文字が消えていくなどの不具合が発生した。Kaspersky Internet Security 7.0のみで起きる不具合で、環境によっては発生しないこともある。
2009年（平成21年）4月21日にそれまでの企業向けビジネスを一新し、本格的に取り組むべく、新パートナー・プログラム“GREEN TEAM”を発表し、企業向けビジネスの推進を強化している。
2016年（平成28年）にロシア内務省のサイバー犯罪部隊にて勤務歴のある同社研究開発部門の責任者がロシア政府によって国家反逆罪の疑惑で逮捕された。
2017年（平成29年）2月9日、自社で開発した組み込み型セキュアOS「KasperskyOS」の提供を開始すると発表した。ただし日本においては展開できていない。
2017年（平成29年）5月11日、ロシア政府が同社の製品を使って、アメリカ合衆国のコンピューターネットワークにサイバー攻撃を加えている可能性があり、アメリカ合衆国連邦政府が調査していることが報道された。これを受け同社は、電子メールにて報道内容を否定した。
2017年（平成29年）9月13日、アメリカ政府は政府内の各機関に対し、カスペルスキー研究所の製品を情報システムから撤去するよう命じた。
ユージン・カスペルスキーCEO（最高経営責任者）は『日本経済新聞』の取材に対して「ロシア連邦保安局（FSB）との協力はサイバー犯罪（への対処）に限られる」「当社には世界各国の人材が働いており、不正があれば隠せない」と述べ、一連の疑惑を否定している。外部の監視員を受け入れる「透明性センター」の設立を表明する一方で、2017年12月にはアメリカ政府を提訴した。カスペルスキー製品の利用者は世界で約4億人とみられる。
2017年（平成29年）12月、イギリス政府は、政府機関に対し、カスペルスキー研究所のウイルス対策ソフトを使用しないよう通達した。
執拗な攻撃が続いたため、2018年、カスペルスキーは自社製品の顧客データをスイスに移し、中立国である同国のデータ監査を受ける体制の構築に着手した。2019年2月13日、カスペルスキー日本法人社長も記者会見でスパイ疑惑を否定し、スイスでの顧客対応などについて説明した。スイスのほか、ブラジル、カナダ、スペイン、マレーシアにもトランスペアレンシーセンター（透明性センター）を開設し、国家機関、政府専門家、規制当局が同社のソースコードをレビューできるようにしている。2022年には日本にも開設する方針を示した。
2022年（令和4年）3月25日、ロシアによるウクライナ侵攻を受け、アメリカの連邦通信委員会（FCC）はカスペルスキーを国家安全保障上の脅威と見なす企業のリストに追加したことを発表した。ロシアの企業が同リストの対象になる初のケースとなった。なお、脅威となる具体的根拠は示されず、カスペルスキーも「カスペルスキーの製品とサービスの総合的な評価ではなく、地政学的情勢に基づいた対応」だとコメントした。ドイツでも使用変更が推奨され、イタリアでは個人情報取扱い調査が開始された。
2022年（令和4年）4月8日に日本電信電話 (NTT) は、FCCのリスト追加やロシアによるウクライナ侵攻に伴う経済制裁で、アップデートプログラムなどサービスの安定提供に不安が生じて継続使用にリスクがあると判断し、NTTグループ各企業で使用取り止めの検討がされた。
2024年（令和6年）6月、アメリカ合衆国商務省は「国家安全保障上のリスクをもたらす」などとして、アメリカ国内での販売並びにサービスの提供を禁止することを発表した。また、同国財務省も最高執行責任者（COO）であるアンドレイ・チホノフなど幹部12人がアメリカ国内で保有している資産の凍結並びにアメリカ人との取引を禁止する制裁を行うことを発表した。
2024年（令和6年）7月、前述のアメリカ国内での販売・サービス提供禁止措置を受けて、同国での事業を同月20日から順次終了することを発表した。

## 過去の販売代理店
- ライフボート （日本初上陸時の販売代理店。2006年以降は取り扱い終了）
- ジャストシステム （KAV 6からKIS 2011までを取り扱いしていた。2012年以降は取り扱い終了）

## スポンサー・タイアップ
AKB48
- AKB48　2010年（平成22年）度からコラボレーションキャンペーンを実施し、同ユニットの所属タレントをキャラクターに起用
- 前田敦子（AKB48チームA　2010年（平成22年）イメージキャラクター）
- 峯岸みなみ（AKB48チームK　2011年（平成23年）イメージキャラクター）

スポーツ
- スクーデリア・フェラーリ - スポンサー活動を行うイタリアのF1チーム。
- 横浜スポーツ&カルチャークラブ（2013年〜2017年のユニホームスポンサー）

映像作品
- 秘密結社鷹の爪 - ジャストシステム代理店時代に提携